# Selaginella seemannii
Selaginella seemannii är en mosslummerväxtart som beskrevs av Bak.. Selaginella seemannii ingår i släktet mosslumrar, och familjen mosslummerväxter. Inga underarter finns listade i Catalogue of Life.